# Metallochlora meeki
Metallochlora meeki är en fjärilsart som beskrevs av W. Warren 1896. Metallochlora meeki ingår i släktet Metallochlora och familjen mätare. Inga underarter finns listade i Catalogue of Life.